# Aleksandra Belošević
Aleksandra Belošević (Beograd, 24. januar 1987) srpska je filmska, televizijska i pozorišna glumica. 

## Biografija
Aleksandra Belošević je odrasla na Zvezdari u Beogradu. Završila je Osnovnu školu "Vladimir Iljič Lenjin" i IX Beogradsku gimnaziju "M.P. Alas". Diplomirala je na Akademiji umetnosti u Novom Sadu 2013. godine, u klasi prof. Ljuboslava Majere, stekavši titulu diplomirane glumice. Magistrirala je na istoj akademiji, takođe pod mentorstvom prof. Ljuboslava Majere, godinu dana kasnije.

## Uloge

### Filmografija
| Год.             | Назив                                | Улога             | Напомена                |
| ---------------- | ------------------------------------ | ----------------- | ----------------------- |
| Serije i Filmovi |                                      |                   |                         |
| 2017.            | Santa Maria della Salute (TV serija) | Anđelija          | TV serija, 1 ep.        |
| 2018.            | Jutro će promeniti sve               | policajka         | TV serija, 1. ep        |
| 2020.            | Urgentni centar                      | Eva Hajder        | TV serija, 1 ep.        |
| 2021.            | Tri muškarca i tetka                 | Anka              | TV serija               |
| 2021.            | Kolo sreće                           | Tijana            | TV serija, 5 ep.        |
| 2022–2025.       | Igra sudbine                         | Irma Latas Zlatić | TV serija               |
| 2022.            | Mala supruga                         | Danijela          | TV serija, glavna uloga |
| 2022.            | Klan                                 | sekretarica Olja  | TV serija, 1 ep.        |
| 2024.            | Poslednji strelac                    | Barbara           |                         |

## Predstave
- 2013. Ćelava pevačica (Srpsko Narodno Pozorište, Novi Sad)
- 2013. Mravlji metež (Srpsko Narodno Pozorište, Novi Sad)
- 2014. Stoljeće mira nakon stoljeća ratova (East West Sarajevo, BiH)
- 2015. Everyman (Skc Fabrika, Novi Sad)
- 2017. Bah jezdi na kamili (Pozorište lutaka Pinokio)
- 2018. Brak mrak (Pozorište Slavija)
- 2018. Guliverova putovanja (Čiča Mičino pozorište)
- 2018. Legenda o hrabrosti (Čiča Mičino pozorište)
- 2019. Ima para, nema para (Pozorište Slavija)
- 2019. Rastko i vuk (produkcija Presek dijagonala)
- 2019. Čarobna frula (Pozorište lutaka Pinokio)
- 2020. Glasine (Kraljevačko pozorište)
- 2020. Tri musketara (Čiča Mičino pozorište)
- 2023. Zmaj od spasa (Čiča Mičino pozorište)

## Radio drame
- 2013. Ti si taj anđeo (Radio Vojvodina)
- 2014. Razmaženko Bole (Radio Beograd)
- 2015. Iza crnog ogledala (Radio Beograd)

## Nagrade
Nagrada "Mala liska" na Međunarodnom festivalu komedije "Mostarska liska" 2019. godine u Mostaru, BiH.

## Spoljašnje veze
- Intervju za Najmagazin
- Gostovanje na B92 u emisiji "Uz kafu sa..."
- Gostovanje Tv Prva, emisija 150 minuta
- Prilog i intervju sa festivala u vezi dobijanja nagrade "Mala liska" u Mostaru
- Intervju za crnogorski magazin Dan
- Aleksandra Belošević на веб-сајту  (језик: енглески)
- Aleksandra Belošević на веб-сајту